# Anisota peigleri
Anisota peigleri är en fjärilsart som beskrevs av Riotte 1975. Anisota peigleri ingår i släktet Anisota och familjen påfågelsspinnare. Inga underarter finns listade i Catalogue of Life.

## Bildgalleri

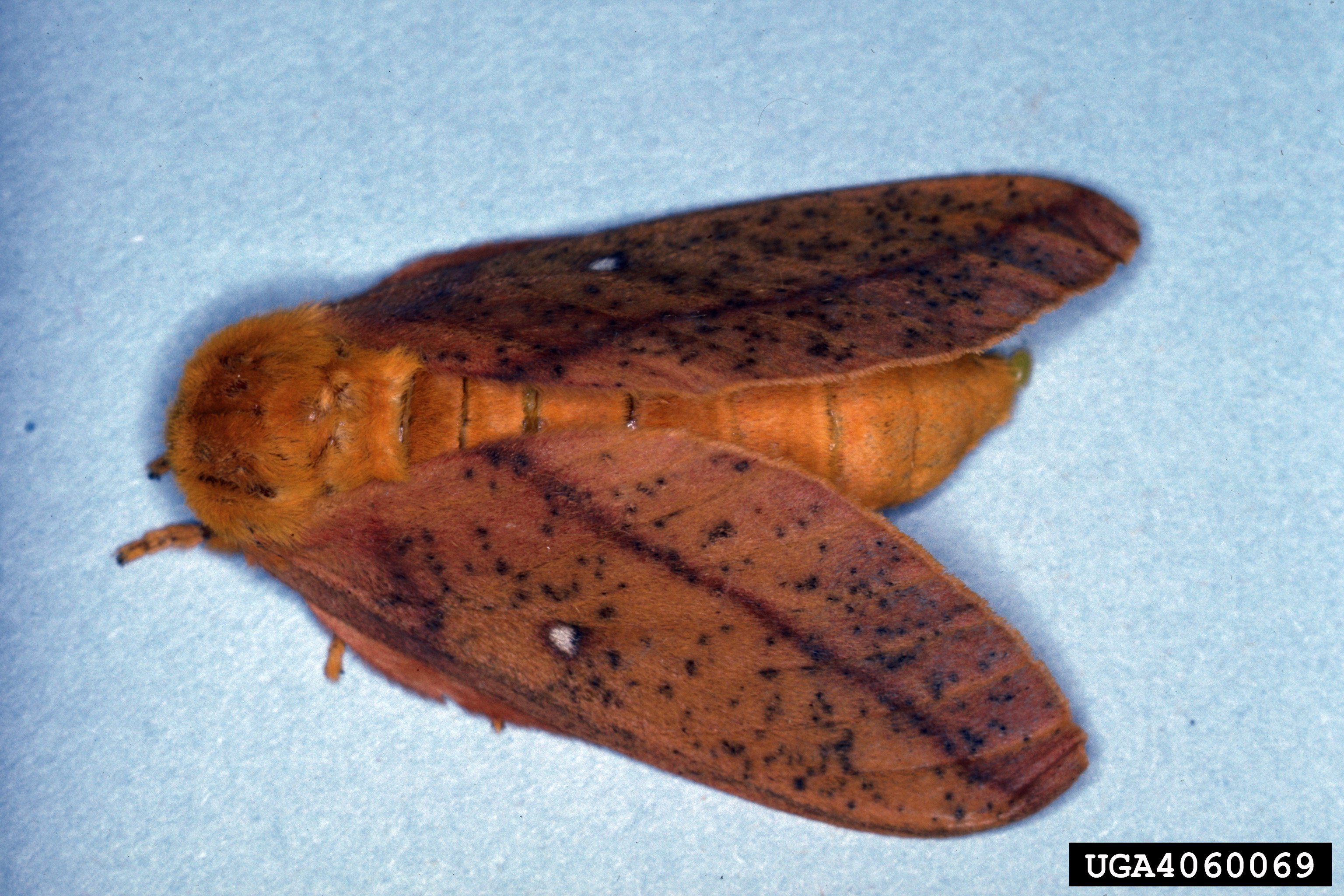